# 國民學校

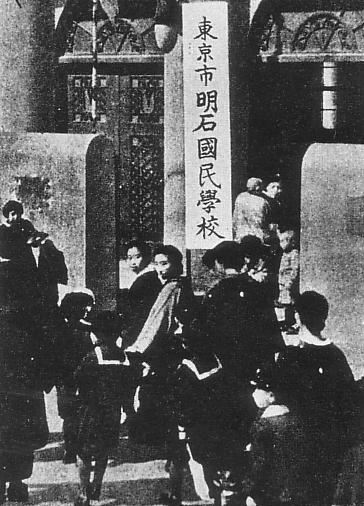
東京市明石國民學校，今中央區立明石小學校

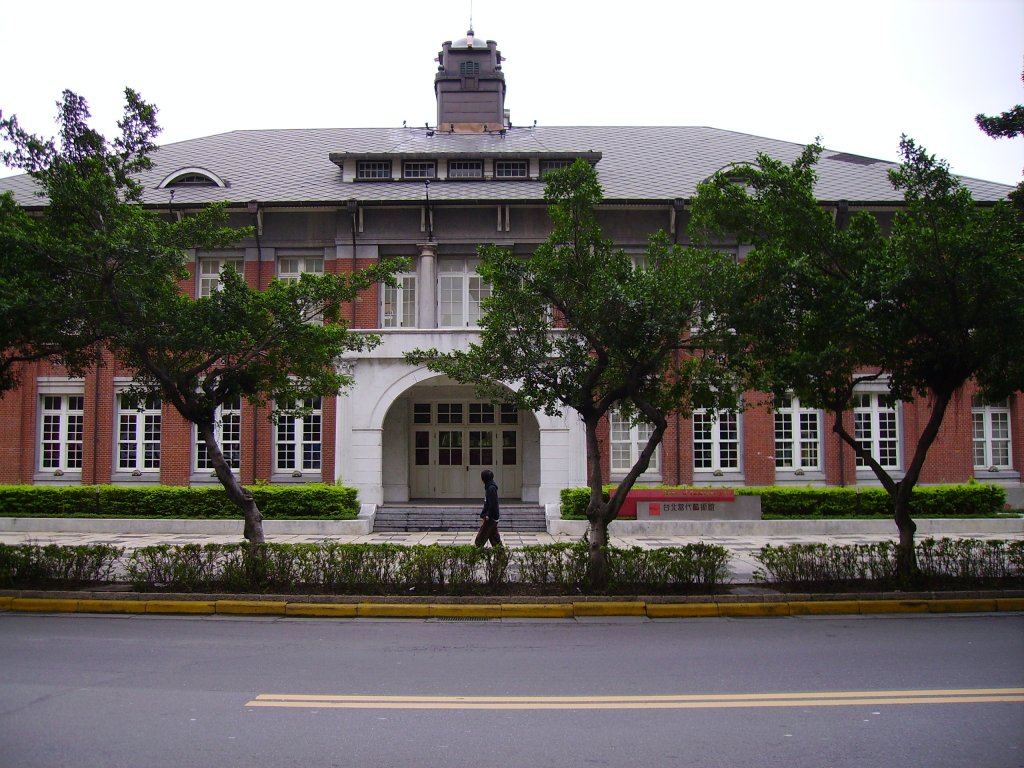
臺北市建成國民學校，今台北當代藝術館

國民學校分別指中華民國（1940年至1968年）與大日本帝國在（1941年至1947年）設立的初等教育學校制度。
在臺灣，於日治時期1941年實施國民學校制度，將小學校、公學校與蕃人公學校均改制為「國民學校」；二戰後，則由臺灣省行政長官公署將其改為中制的國民學校。

## 學制

### 中華民國
1940年（民國29年）一月開始實施新縣制，同年三月，教育部根據新縣制的精神，訂頒《國民教育實施綱領》，將小學改稱為國民學校，私人或私法人所設立之小學及為實驗與師範生實習所設立之實驗小學與附屬小學，仍稱小學。

### 大日本帝國

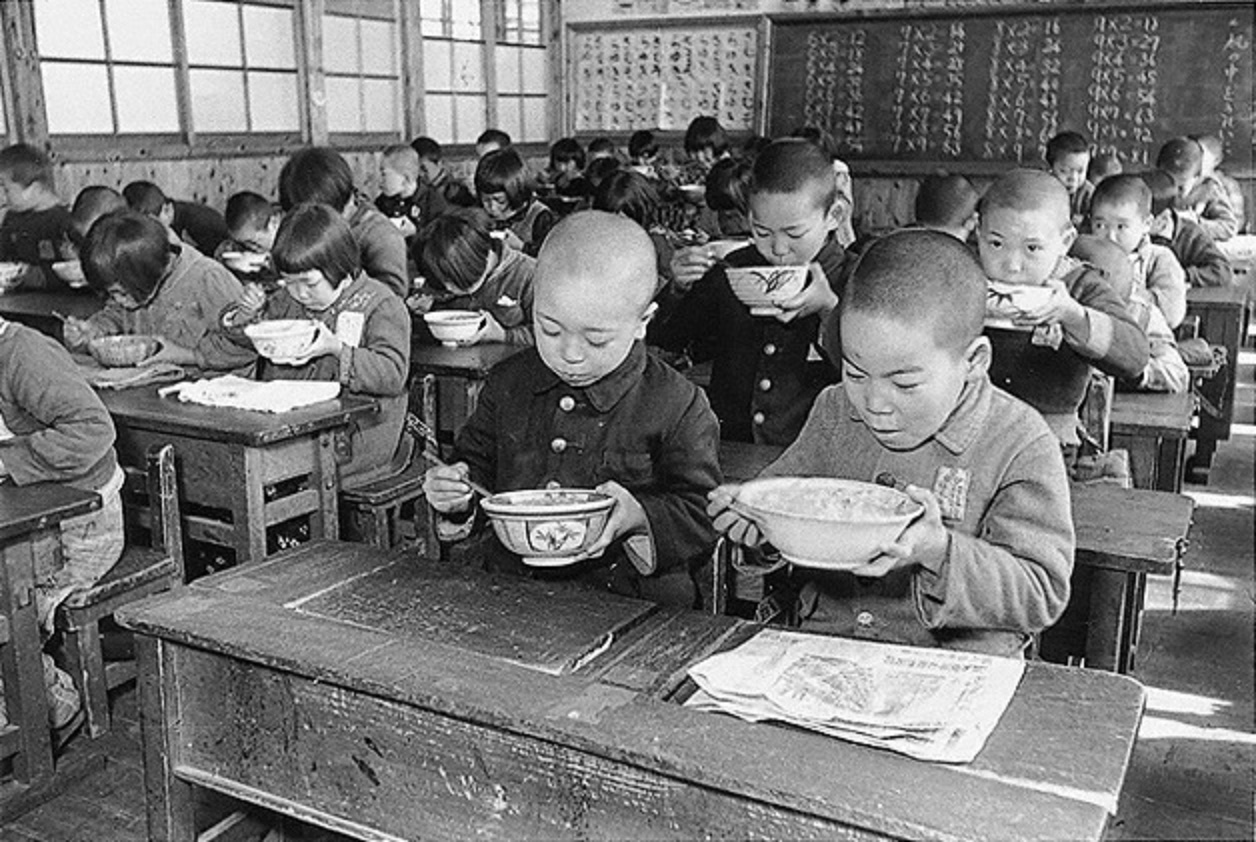
兒童的營養午餐（橫濱市）

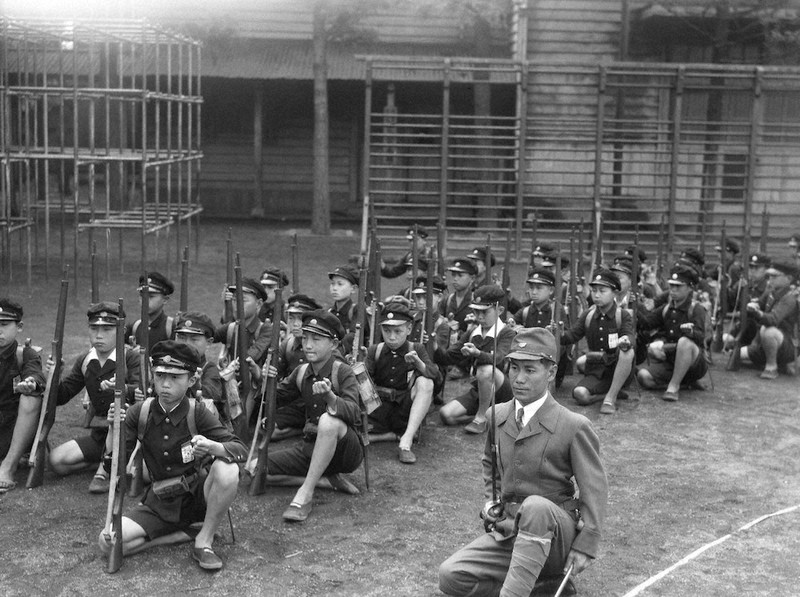
東京市中目黒國民學校的男童在受軍事訓練

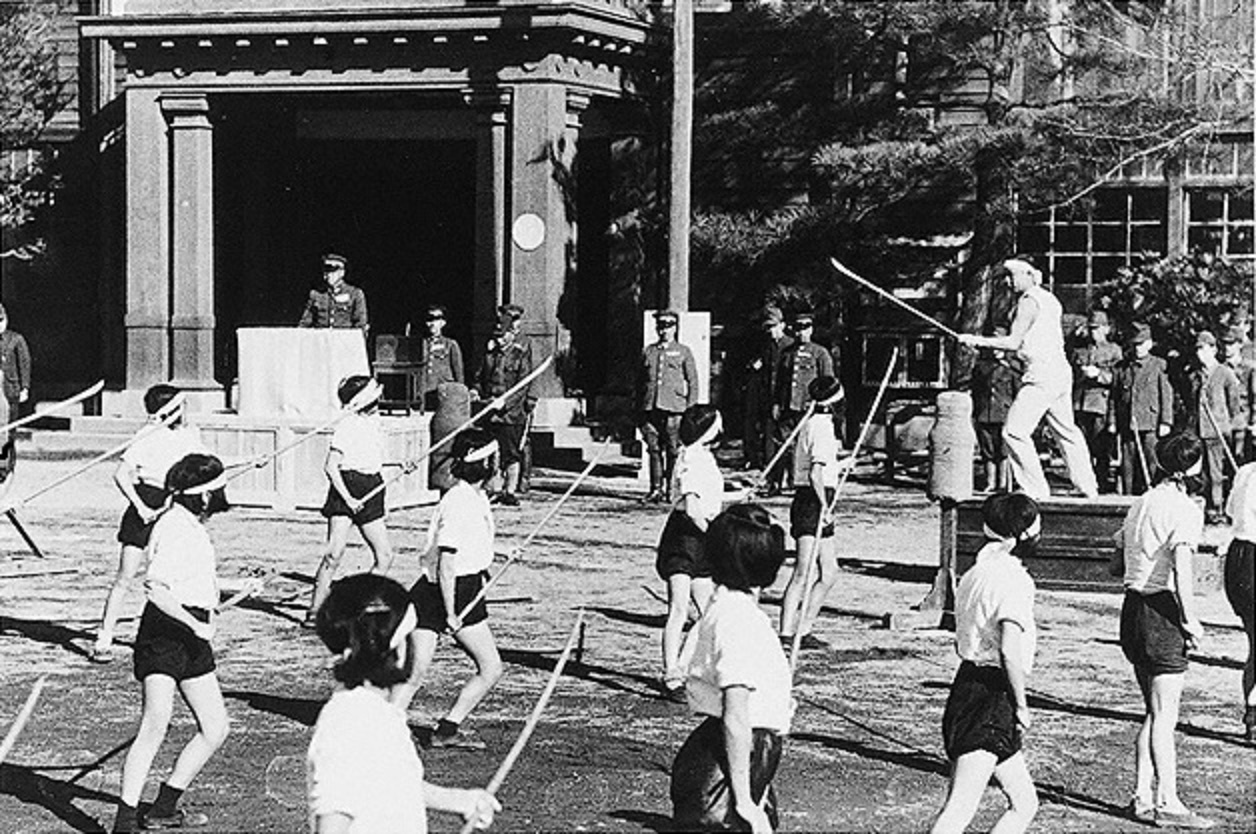
高等科女童的薙刀体操

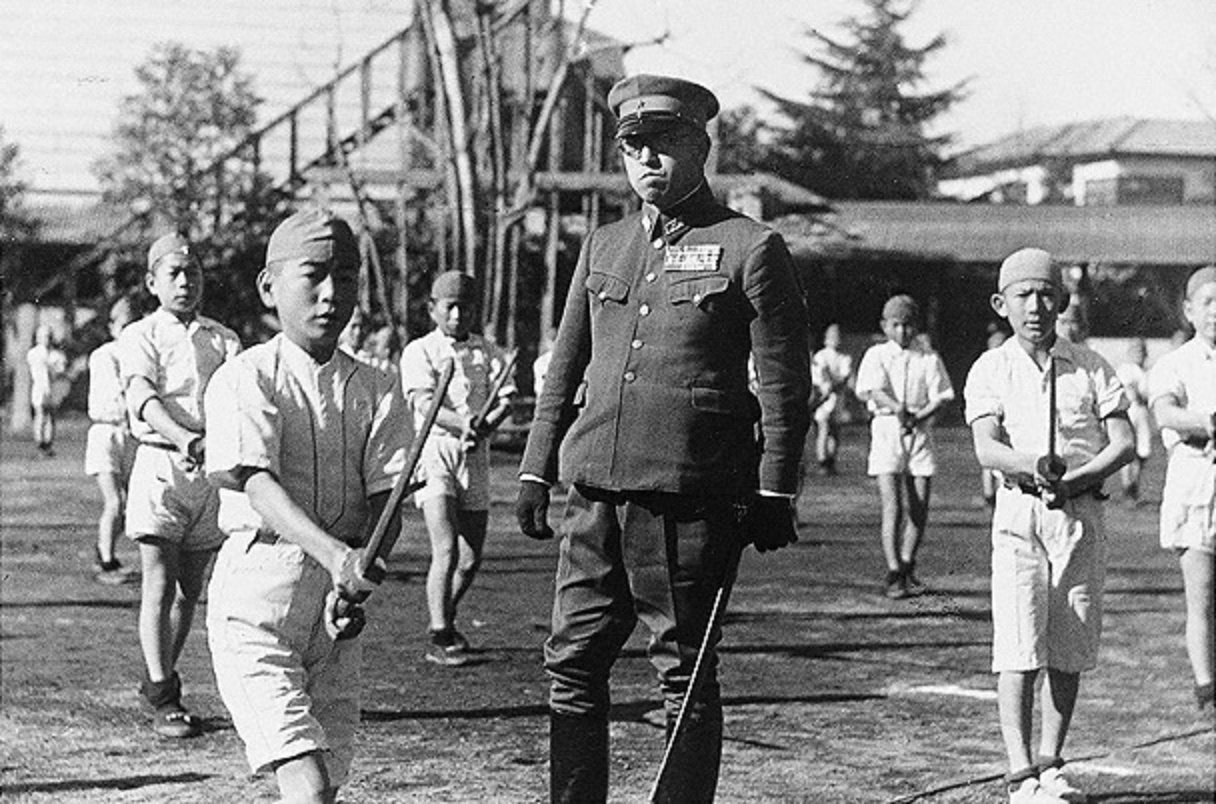
男童的劍術訓練

大日本帝國在其屬地如台灣及朝鮮半島也實施國民學校制度。國民學校令明定，該教育場所以中央或地方的經費開辦。除此國民學校的就學資格為8歲以上，14歲以下的兒童、另外也詳細制定六年制的國民學校應教授的科目為修身、作文、讀書、習字、算術、唱歌與體操。並要求一定師資與適當例假日設計。

#### 教育内容
作為帝國公民的基本訓練素質 
1. 體現民族精神，有堅定的國家大政信念，有帝國使命意識的人。
2. 擁有清晰的智力，掌握理性創造的精神，能夠為國運的進展做出貢獻。
3. 擁有強健的身心和獻身奉公的能力。
4. 具有高雅的情操、藝術和技術的表現力，能夠豐富國民的生活。
5. 明確實業的國家意義，熱愛工作，具備報效國家的實際能力。

| 課程               | 教科   | 科目                                                                   |
| ------------------ | ------ | ---------------------------------------------------------------------- |
| 初等科・高等科共通 | 國民科 | 修身・國語・國史・地理                                                 |
| 初等科・高等科共通 | 理數科 | 算數・理科                                                             |
| 初等科・高等科共通 | 體練科 | 體操・武道（※只有男童需要。）                                          |
| 初等科・高等科共通 | 藝能科 | 音樂・習字・畫圖・繪圖工作 裁縫（初等科女童） 家事・裁縫（高等科女童） |
| 僅限高等科         | 実業科 | 農業・工業・商業・水產選擇一個科目                                     |

## 各地國民學校

### 台灣

#### 日治時期
日本自1895年開始對台灣的統治，台灣總督府轄下之學務部在1896年以普及日語為目的，在各地設置14所國語傳習所。於1898年，台灣總督府見國語傳習所成效斐然，於1898年8月16日之後陸續開辦專供台籍學童唸的「公學校」。在同一時期，台灣總督府依照台灣實際情況，除了公學校之外，還設有供日人兒童唸的小學校，與專供台灣原住民研習用的蕃人公學校、蕃童教育所。1941年3月1日，日本發布《國民學校令》，並同時修正《台灣教育令》，將小學校、蕃人公學校與公學校一律改稱為國民學校（保留部分蕃童教育所），並在同年4月1日實施，以台灣兒童為施予對象公學校學制至此才正式結束，然而不同學校的課程與教學仍具有差異。大部分的國民學校是由地方的市街庄或州廳管轄的公立國民學校，少數則是隸屬於各臺灣總督府師範學校的官立國民學校（7所）。
由於台灣不同於日本內地，台灣的國民學校課程分為第一、二、三號表，使用第一號表的學校為原本的「小學校」，第二號表為原本的「公學校」，第三號表為原本的「蕃人公學校」。使用第一、二號表的國民學校設有初等科（六年）、高等科（兩年，部分學校才有），第三號表的國民學校則是未分科的六年制。至於1941年至1944年的國民學校就學率，內地人皆超過99%，本島人從57.4%成長至71.2%，高砂族從68.3%成長至83.4%，本島人及高砂族在1944年的平均為71.3%（男性達八成，女性達六成），全台平均為84%。根據臺灣總督府於1944年4月底統計，此時共設有1,099所國民學校，學生數932,525人，學校數量依不同課表的分別：第一號表155所，第二號表908所，第三號表36所。
該就學率於當時全世界，已是先進國家的標準。2006年2月6日日本外相麻生太郎還根據這數據，認為「台灣之所以現在擁有這麼高的教育水平，完全是因為日本對台灣實施殖民地統治的功勞。」

#### 戰後
1945年中華民國國民政府接管臺灣後，臺灣省行政長官公署教育處的國民學校教育方針以「三民主義的教育宗旨」為宗旨，進行學制、課程等改革，將原有的日制國民學校、分教場、教育所等一律改為「國民學校」，修業年限均為六年。戰後國民學校的設立及各項設施，其主要的法令依據包含：
1. 1944年公布之《國民學校法》
2. 1945年訂頒之《國民學校及中心國民學校規則》
3. 1946年頒布之《代用國民學校規程》、《臺灣省各縣市國民學校改正校名暫行準則》

1968年實施九年國民教育，原國民學校改稱國民小學，附屬小學改稱附屬國民小學；新設及原有之初級中學則一律稱為國民中學。

### 韓國

#### 朝鮮王朝時期
朝鮮半島的近代小學制度的發展是從朝鲜王朝的甲午更張之後開始的，先於1883年創建了元山學堂（원산학당）後、又於1895年在漢城建立了：
- 水下洞小學校（수하동소학교）
- 壯洞小學校（장동소학교）
- 貞洞小學校（정동소학교）
- 齋洞小學校（재동소학교）

這些學校為朝鮮半島第一次使用名為「小學校」的機構。

#### 日治時期
日韓合併之後，根據1906年8月27日頒布的《普通學校法》，原朝鮮內的小學都將改稱為普通學校（보통학교），後來再根據1938年的朝鮮第三次教育條例，更名為尋常小學校（심상소학교），簡稱為小學校。
之後一直到1941年，根據昭和天皇1941年3月31日的敕令，將其改稱為國民學校（국민학교）。

#### 戰後
國民學校這一名稱直到韓國在8月15日光復後仍繼續使用，一路使用到1996年金泳三執政期間後才將其更名為「初等學校」（초등학교）並使用至今。
北韓則於1949年後將原本的「國民學校」改為「人民學校」（인민학교），一直使用到2002年，才將其改稱為「小學校」（소학교）。
另外，大韩民国也是目前东亚內唯一一個不將初等學校稱為「小學」的國家。